# 阿波斯特勒菲島
阿波斯特勒菲島（英語：Apostrophe Island），是南極洲的島嶼，位於維多利亞地的博克格雷溫克海岸，處於紐恩斯夫人灣，由新西蘭南極名稱諮詢委員會命名，現時由南極條約體系管理。
73°31′S 167°26′E / 73.517°S 167.433°E